# David Kyle
David A. Kyle (Monticello, 14 de febrero de 1919 - 18 de septiembre de 2016) fue un escritor y editor estadounidense de ciencia ficción.
En 1936, publicó el fanzine The Fantasy World, posiblemente, el primer fanzine de cómics.
Kyle fue uno de los miembros originales de los Futurianos entre 1937 y 1945, una agrupación que aglutinó a importantes escritores del género de la ciencia ficción como Isaac Asimov, Damon Knight y Cyril Kornbluth, entre otros. Tomó parte en la primera Convención mundial de ciencia ficción de 1939 y fundó junto a Martin Greenberg en 1948 la editorial Gnome Press, donde Yo, robot y la Saga de la Fundación se publicaron. Además, editó los Libros de Conan de Robert E. Howards, basados en su personaje Conan el Bárbaro.
Entre 1976 y 1977 Kyle escribió dos libros ilustrados bien recibidos por la crítica sobre la historia de la ciencia ficción. Entre 1980 y 1983 escribió tres libros de la serie Lensman de E. E. Smith, bajo el título de la segunda era Lensman. Adicionalmente, ha escrito cientos de artículos en diversas revistas de ciencia ficción.
En 1976 recibió un Premio BSFA especial por su libro Historia ilustrada de la ciencia ficción —en inglés: «A Pictorial History of Science Fiction»— otorgado por la Asociación Británica de Ciencia Ficción.

## Obras

### Series de ficción
- Lensman Universe
  - 1 The Dragon Lensman (1980)
  - 2 Lensman from Rigel (1982)
  - 3 Z-Lensman (1983)

### Ficción corta
- Golden Nemesis (1941)
- The Interstellar Zoo (1951)
- Toys for Debbie (1965)
- Base Ten (1967)
- The Ferryman on the River (1968)
- Deadlier Specie (1968)
- Some Dreams Come in Packages (1971)
- Excerpt from Dragon Lensman (1980)
- Foreword (The Dragon Lensman) (1980)
- Reaction Time (1982)
- Foreword (Lensman from Rigel) (1982)
- The Decoy Egg (1989)
- Cigarbox (1994)

### Colecciones
- Magicon Original Bookmark Anthology, #5 (1989)

### No ficción
- A Pictorial History of Science Fiction (1976)
- The Illustrated Book of Science Fiction Ideas & Dreams (1977)